# Volterrarum
Inom matematiken är säges ett topologiskt rum vara ett Volterrarum om varje ändligt snitt av täta Gδ-delmängder är tät. Varje Bairerum är ett Volterrarum, men omvändningen gäller inte alltid. Vidare är varje metriserbart rum ett Volterrarum.
Namnet refererar till en artikel av Vito Volterra i vilket han använde (uttryckt i modern terminologi) att snittet av två täta Gδ-mängder i reella talen är tät.